# کراکووکی-دانبکی
کراکووکی-دانبکی (به لهستانی:  Krakówki-Dąbki) یک روستا در لهستان است که در گمینا گروجیسک واقع شده‌است.
 کراکووکی-دانبکی  ۲۰ نفر جمعیت دارد.